# Roger Lewinter
Roger Lewinter es un escritor, poeta y traductor francés, nacido en Montauban (Tarn-et-Garonne) en 1941.

## Biografía
Roger Lewinter vive en Ginebra (Suiza). Es consejero de la editorial parisina Éditions Ivrea, antiguamente Champ libre, donde ha publicado toda su obra desde 1974. Es el principal traductor en francés de la obra de Georg Groddeck.
Roger Lewinter puso en escena en 2005 la obra teatral La Mort de Pompée de Pierre Corneille. En 2010, Lewinter publicó una versión en prosa de dicha obra teatral por primera vez. El propósito de esa versión en prosa, que se apoya sobre las representaciones dadas en el Théâtre de l'Usine de Ginebra, es de hacer escuchar la forma del alejandrino para desvelar su significado y penetrar el universo de Corneille.

## Obras
- Groddeck et le Royaume millénaire de Jérôme Bosch, essai sur la paradis en psychanalyse, Paris, Champ Libre, 1974. ISBN 2-85184-029-0
- Diderot ou les mots de l’absence, essai sur la forme d’une œuvre, Paris, Champ Libre, 1976. ISBN 2-85184-149-1
- L’Attrait des choses, fragments de vie oblique, Paris, éditions Gérard Lebovici, 1985. ISBN 2-85184-161-0
- Histoire d’amour dans la solitude, éditions Gérard Lebovici, 1989. ISBN 2-85184-218-8
- qui –dans l’ordre –au rouge du soir– des mots–, volume relié, Paris, éditions Ivrea, 1998. ISBN 2-85184-263-3
- Mallarmé, et l’écriture de la prose, éditions Ivrea, 1999. ISBN 2-85184-270-6
- L’Apparat de l’âme, éditions Ivrea, 1999. ISBN 2-85184-265-x
- Le Vide au milieu, notes de voyage, éditions Ivrea, 1999. ISBN 2-85184-266-8
- Le Centre du cachemire, roman aphoristique, éditions Ivrea, 1999. ISBN 2-85184-267-6
- , vers, éditions Ivrea, 2001. ISBN 2-85184-279-x
- Entretiens 1996-2000, avec Alain Berset, en cours de phrase, éditions Héros-Limite, Genève, 2002
- d'inflexion, pénétrant, Malherbe, Rimbaud, (Baudelaire), Mallarmé, éditions Ivrea, 2010. ISBN 9782851842824

## Traducciones
Libros traducidos del alemán, salvo indicación contraria.
- Wilhelm Fraenger, Le Royaume millénaire de Jérôme Bosch, avec une postface et une bibliographie, illustrations, éditions Ivrea, 1993
- Ramón Gómez de la Serna, Le Rastro, traduit de l’espagnol avec Monique Tornay, éditions Gérard Lebovici, 1988
- Elias Canetti, La Conscience des mots, Albin Michel, 1984.
- Karl Kraus, Dits et contredits, avec une notice, Champ Libre, 1975
- Karl Kraus, Pro domo et mundo, éditions Gérard Lebovici, 1985
- Karl Kraus, La Nuit venue, éditions Gérard Lebovici, 1986
- Alexander Lernet-Holenia, J’étais Jack Mortimer, éditions Gérard Lebovici, 1988
- Rainer Maria Rilke, Élégies de Duino, Les Sonnets à Orphée, éditions Gérard Lebovici, 1989
- Robert Walser, Cendrillon, éditions Gérard Lebovici, 1990
- Georg Groddeck, La Maladie, l’art et le symbole, avec une préface et une bibliographie, Gallimard, 1969
- Ludwig Binswanger, Discours, parcours, et Freud, avec un avant-propos, Gallimard, 1970
- Marion Milner, Les Mains du Dieu vivant, traduit de l’anglais, Gallimard, 1974
- Georg Groddeck, Ça et moi, avec une préface, Gallimard, 1977
- Georg Groddeck, Conférences psychanalytiques, 3 volumes avec un mode d’emploi, Champ Libre, 1978-1981
- Georg Groddeck, Un Problème de femme, Mazarine, 1979, repris in Écrits de jeunesse, éditions Ivrea, 1992
- Georg Groddeck, Le Pasteur de Langewiesche, Mazarine, 1981, repris in Écrits de jeunesse, éditions Ivrea, 1992
- Georg Groddeck, Le Chercheur d’âme, Gallimard, 1982
- Georg Groddeck, L’Être humain comme symbole, avec une préface de Roger Lewinter, éditions Gérard Lebovici, 1991
- Georg Groddeck, Écrits de jeunesse, présentation de Roger Lewinter, éditions Ivrea, 1992
- Sarah Walden, Outrage à la peinture, traduit de l'anglais par Christine Vermont avec le concours de Roger Lewinter, éditions Ivrea, 2003.
- Rainer Maria Rilke, Le dit d'amour et de mort du Cornette Christoph Rilke, éditions Ivrea, 2011.

## Prefacios, presentaciones
- Wanda Landowska, Musique ancienne, présenté par Roger Lewinter, éditions Ivrea, 1996. ISBN 2-85184-252-8

## Grabaciones
- Stéphane Mallarmé, Villiers de l'Isle-Adam, avec une remarque de Roger Lewinter sur « Le Tombeau d’Edgar Poe », et un enregistrement (CD) de la conférence, éditions Ivrea, 1995
- Stéphane Mallarmé, La Musique et les Lettres, Crise de vers, texte et enregistrement (CD), éditions Ivrea, 1999

## Ediciones
- Denis Diderot, Œuvres complètes, édition chronologique en 15 volumes, avec 260 textes d’introduction formant un commentaire continu de l’œuvre, Club français du livre, 1969-1973
- Georg Groddeck, Conférences psychanalytiques, 3 volumes, éditions Champ Libre, 1978-1981
- Pierre Corneille, Pompée, avec une version prosodiée par Roger Lewinter, éditions Ivrea, 2010. ISBN 9782851842879